# Enumeratio Plantarum, quas in China Boreali Collegit
Enumeratio Plantarum, quas in China Boreali Collegit (abreviado Enum. Pl. Chin. Bor.) es un libro con ilustraciones y descripciones botánicas que fue escrito por el naturalista zoólogo y botánico alemán de Rusia Alexander von Bunge. En Rusia es conocido como Aleksandr Andréievich von Bunge (Александр Андреевич Фон Бунге). Fue profesor de Botánica en la Universidad de Tartu, y su director de departamento de 1842 a 1844. Fue publicado en el año 1831.